# Biesy
Biesy (ros. Бесы) – antyutopijna powieść napisana przez Fiodora Dostojewskiego, opublikowana w latach 1871–1872 na łamach czasopisma „Russkij Wiestnik” (wydanie książkowe w roku 1873). Jest to trzecia w wielkim pięcioksięgu powieść (Zbrodnia i kara, Idiota, Biesy, Młodzik, Bracia Karamazow), którą Dostojewski napisał po powrocie z zesłania. Dzieło nawiązuje do tradycji oświeceniowej, a jednocześnie jest pierwowzorem literatury rozrachunkowej.
Biesy są alegorią potencjalnych katastroficznych skutków politycznego i moralnego nihilizmu, czyli nastrojów, które stawały się coraz bardziej popularne w Rosji w drugiej połowie XIX wieku. Akcja powieści rozgrywa się około roku 1870, w prowincjonalnym miasteczku, które staje się centralnym punktem próby rozpoczęcia rewolucji, zaaranżowanej przez Piotra Wierchowieńskiego – głównego spiskowca.
Powieść składa się z trzech części i rozpoczyna dwoma cytatami: wierszem Puszkina Biesy oraz cytatem z Ewangelii wg Świętego Łukasza, rozdział VIII, 32-36.
Pierwsze polskie tłumaczenie powieści autorstwa Tadeusza Kotarbińskiego ukazało się w 1908 roku.

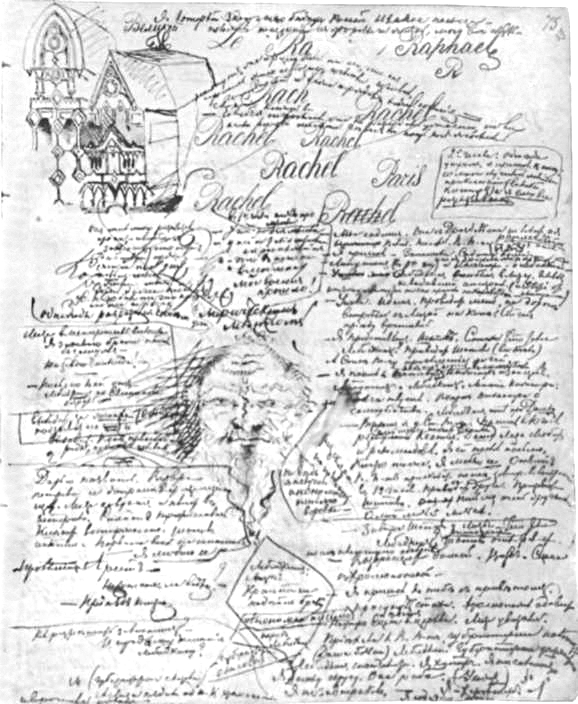
Karta rękopisu powieści Biesy

## Bohaterowie powieści

### Główni bohaterowie
- Stiepan Trofimowicz Wierchowieński – człowiek szlachetny i wyrafinowany, nieświadomie przyczynia się do rozwoju sił nihilistycznych wokół jego syna Piotra Stiepanowicza oraz byłego ucznia Nikołaja Stawrogina, które ostatecznie doprowadzają lokalne społeczeństwo na skraj upadku. Niefortunny poeta, z przekonań liberał i okcydentalista, postać karykaturalna, symbolizująca bierność i dekadencję tzw. postępowej inteligencji rosyjskiej. Z drugiej strony smutny obraz człowieka o niespełnionych ambicjach, nieszczęśliwie zakochanego, bezradnego wobec problemów Rosji końca XIX wieku. Rysując sylwetkę psychologiczną postaci, autor nadał jej cechy charakterystyczne osób istniejących w rzeczywistości, takich jak Timofiej Granowski, Aleksandr Hercen, Nestor Kukolnik oraz Iwan Turgieniew.

Dostojewski rozpoczyna powieść czułym, lecz ironicznym opisem charakteru i wczesnej kariery Stiepana Trofimowicza. Był on dwukrotnie żonaty; pierwsza żona urodziła mu syna, jednak Stiepan Trofimowicz nie odegrał żadnej roli w wychowaniu dziecka. W ówczesnym czasie był on na początku swojej kariery zatrudniony jako wykładowca na uniwersytecie. W późniejszych latach stale powtarzał, że urzędnicy państwowi uznali go za niebezpiecznego myśliciela, zmuszając go do odejścia z uczelni i wygnali na prowincję. W rzeczywistości była to nieprawda, bardziej prawdopodobne było, że nikt z wysoko postawionych urzędników nie wiedział, kim on jest, a tym bardziej nie mieli pojęcia o rozprzestrzenianiu przez niego niebezpiecznych idei. Mimo wszystko pośpiesznie przyjął propozycję Warwary Stawroginy, „by w charakterze najprzedniejszego pedagoga i przyjaciela domu, nie mówiąc już o świetnym wynagrodzeniu, podjął się edukacji i dbałości o cały rozwój umysłowy jej jedynaka”.
- Warwara Pietrowna Stawrogin – zamożna właścicielka ziemska, zamieszkała we wspaniałej posiadłości w Skworiesznikach, gdzie większość powieści ma miejsce. Opisana jako kobieta: „wysoka, żółta, koścista, z nazbyt długą, niemal końską twarzą”[5].

Jest oparciem dla Stiepana Trofimowicza, wspiera go finansowo i emocjonalnie, chroni, a nawet wymyśla dla niego kostium. Z czasem kreuje sobie jego wyidealizowany obraz romantycznego poety, wzorowany nieco na pisarza Nestora Kukolnika. Oprócz tego dba o jego reputację, jako najwybitniejszego intelektualisty w mieście, reputację, którą Stiepan Trofimowicz często wykorzystuje regularnie, chodząc na spotkania lokalnych „wolnomyślicieli”, często zakrapianych szampanem. Na owych spotkaniach obecnych jest wiele osób, które w późniejszym czasie przyczynią się do chaosu, który wystąpi w mieście.
Wspaniałomyślna i szlachetna Warwara Pietrowna jest dumna ze swojego patronatu wydarzeń artystycznych i akcji charytatywnych. Jest kobietą przedsiębiorczą, o silnej woli, jednocześnie jednak bardzo wymagającą i pamiętliwą, co przeraża Stiepana Trofimowicza. Piotr Stiepanowicz, po przybyciu do miasta, szybko korzysta z jej niechęci do ojca.
Warwara Pietrowna niemal czci swojego syna Nikołaja Wsiewołodyjowicza, jednak istnieją przesłanki, że głęboko się myli. Stara się je ignorować, w czym pomaga jej Stiepan Trofimowicz, który zawsze znajdzie subtelne wyjaśnienie dla niewytłumaczalnego zachowania jej syna. Próbując zawsze przedstawić Nikołaja Wsiewołodyjowicza w korzystnym świetle, Stiepan Trofimowicz stara się przypodobać Warwarze Pietrownie.
- Nikołaj Wsiewołodowicz Stawrogin – główny bohater powieści, ostatni potomek bogatej ziemiańskiej rodziny. Choć przystojny, inteligentny i wyrafinowany, narrator stwierdza, że jest zbyt idealny: „chłopak jak malowanie, a jednocześnie jakiś odstręczający w tej urodzie.”[7] W towarzystwie „ niezbyt rozmowny, elegancki bez przesadnego wykwintu, zadziwiająco skromny, a zarazem śmiały i pewny siebie”[7]. Wiele innych osób jest zafascynowanych postacią Stawrogina, w szczególności młody Wierchowieński, który widzi go jako lidera rewolucji, którą próbuje wywołać. Szatow spojrzał raz na niego jako na wielkiego przywódcę, który mógłby zainspirować Rosję do chrześcijańskiej regeneracji. Widzi go jako osobę, która utraciła rozróżnienie między dobrem a złem i napędzaną przez „namiętność do znęcania się nad sobą, przez namiętność do wyrzutów sumienia, przez moralną perwersję”[8].

Po skończeniu szkoły wstąpił do armii, został oficerem carskiej gwardii. Za skandale i udział w pojedynkach został zdegradowany. Wyróżnił się w 1863 roku w walkach z polskimi powstańcami. Małomówny, opanowany, obdarzony niezwykłą siłą fizyczną, cieszył się niezwykłym autorytetem w środowiskach rewolucyjnych. Wzorami dla postaci byli: Michaił Bakunin, Michaił Łunin, Nikołaj Spieszniew. W wieku dwudziestu pięciu lat powrócił do domu, by ponownie mieszkać z matką. W okresie młodości Stiepan Trofimowicz miał bardzo duży wpływ na Stawrogina, przez co był on dobrze wychowany i przyzwoity, dlatego też mieszkańcy Skworieszników byli wielce zaskoczeni jego kilkoma śmiesznymi, lecz antyspołecznymi wybrykami.
Podczas pobytu w Petersburgu Stawrogin w tajemnicy poślubił chorą psychicznie i fizycznie Marię Lebiadkin. Pomimo że okazuje jej oznaki troski, ostatecznie staje się współodpowiedzialny za jej śmierć.
- Piotr Stiepanowicz Wierchowieński – jest synem Stiepana Trofimowicza i głównym motorem chaosu, który ostatecznie ogarnia miasto. Ojciec i syn reprezentują etiologiczny związek, jaki widział Dostojewski między liberalnymi idealistami lat 40. XIX wieku a nihilistycznymi rewolucjonistami lat 60. XIX wieku[9].

Studiował w Petersburgu, podróżował po Europie. Niezbyt urodziwy, nerwowy młody człowiek. Zdaniem Szatowa pluskwa, nieuk i błazen. Stawrogin na początku uważa go jednak za entuzjastę. Sprytny, cyniczny manipulator.
Piotr Stiepanowicz twierdzi, że ma dojście do centralnego komitetu, który organizuje ogromny spisek w celu obalenia rządu i ustanowienia socjalizmu. Udaje mu się przekonać małą grupę lokalnych współspiskowców, że stanowią oni tylko jedną z wielu komórek rewolucyjnych, a ich udział w przygotowanym przez niego programie pomoże uruchomić ogólnokrajowy bunt.
Przy każdej okazji korzysta ze swojej niezwykłej zdolności do manipulowania ludźmi, by wypełnić własne cele polityczne. Jego największym sukcesem okazuje się żona gubernatora – Julia von Lembke – na którą ma ogromny wpływ, a także na ludzi w jej kręgu. Wpływ ten wraz z nieustannym podważaniem autorytetów (takich jak swój ojciec czy gubernator) doprowadza do zachwiania norm społecznych.
Postać Piotra Stiepanowicza została stworzona na podstawie rosyjskiego rewolucjonisty Siergieja Nieczajewa, a w szczególności na opisanych rewolucyjnych metodach znajdujących się w manifeście jego autorstwa: „Katechizm rewolucjonisty”.
- Aleksiej Niłycz Kiriłłow – inżynier, filozof amator, potencjalny autor rozprawy o samobójcach, zamieszkujący ten sam dom co Szatow. Jego zdaniem ludzie nie popełniają samobójstwa z dwóch przyczyn: małej (ból) i dużej (lęk przed życiem pozagrobowym). Sam zamierza wyzbyć się strachu przed śmiercią i własne, planowane samobójstwo traktuje jako świadectwo pełnego wyzwolenia. Wzór nihilizmu w literaturze.

Jest związany z rewolucyjnym towarzystwem Wierchowieńskiego, ale w bardzo nietypowy sposób: jest zdecydowany popełnić samobójstwo i zrobić to w czasie, który może być przydatny dla celów stowarzyszenia.
- Iwan Pawłowicz Szatow – syn byłego kamerdynera Warwary Pietrowny. Kiedy był dzieckiem, Warwara przygarnęła go wraz z jego siostrą Darią Pawłowną i zorganizowała im nauczanie Stiepana Trofimowicza. Członek tajnego stowarzyszenia, wraz z Kiriłłowem odbył podróż do USA, by studiować położenie robotnika amerykańskiego. Krytyk cywilizacji Zachodniej, na studiach był socjalistą, jednak w czasie powieści porzuca swe dawne przekonania i staje się namiętnym obrońcą dziedzictwa chrześcijańskiego prawosławnej Rosji. Prototypami postaci byli: Iwan Iwanow, Wasilij Kielsijew oraz Paweł Ogorodnikow(inne języki). W końcu Szatow zostaje zamordowany przez członków tajnego stowarzyszenia, tzw. Piątki. Tragizmu sytuacji dodaje fakt, że dzieje się to dzień po tym, kiedy jego żona rodzi dziecko (którego biologicznym ojcem jest Stawrogin).

### Pozostali bohaterowie
- Lizawieta „Liza” Nikołajewna Tuszyn – energiczna, piękna, inteligentna i bogata młoda kobieta. Jest córką przyjaciółki Warwary Pietrowny – Praskowii Drozdow oraz uczennicą Stiepana Trofimowicza. Po spotkaniu w Szwajcarii ze Stawroginem żywi do niego uczucia i zdaje się oscylować pomiędzy wielką miłością a głęboką nienawiścią. Pragnie zrozumieć jego związek z Marią Lebiadkin w czasie, gdy małżeństwo nadal jest tajemnicą. Liza zaręcza się ze swoim kuzynem Mawrikijem Nikołajewiczem, jednak nieustanie myśli o Stawroginie, nawet gdy ten otwarcie mówi o swoim małżeństwie.
- Daria „Dasza” Pawłowna – siostra Szatowa i podopieczna Warwary Pietrowny, a przez krótki czas – narzeczona Stiepana Trofimowicza.
- Siemion Jakowlewicz Karmazinow – karykaturalny portret Iwana Turgieniewa, z którym Dostojewski od dawna (i za życia na ogół bez powodzenia) rywalizował. Przedstawiony jako zarozumiały egoista, tchórz i kosmopolita, przekonany, że przyszłość świata zależy od losu jego rękopisów.
- Kapitan Lebiadkin – opisany jako: „wysoki, kędzierzawy, tęgi chłop lat mniej więcej czterdziestu, z twarzą szkarłatną, trochę opuchłą i zwiotczałą, z policzkami trzęsącymi się przy byle ruchu głowy, z malutkimi, przekrwionymi, dosyć sprytnymi oczkami, z wąsami, z bakenbardami i z rozwijającym się drugim, mięsistym podbródkiem, raczej odrażający z wyglądu”[11]. Były oficer, pijak. W retrospekcjach został też ukazany jako ubogi awanturnik w Petersburgu, który w niewyjaśnionych do końca okolicznościach trafił do środowisk rewolucyjnych. Jest bratem Marii; regularnie otrzymuje pieniądze od Stawrogina na opiekę nad siostrą, jednak pieniądze te wydaje na siebie, a siostrę zaniedbuje i często bije. Uważa się za poetę i często cytuje własne wiersze.
- Maria Timofiejewna Lebiadkin (właściwie Stawrogin) – nieszczęśliwa kulawa kobieta, maltretowana przez brata, nikczemnego pijaka, kapitana Lebiadkina. Poślubiona potajemnie przez Stawrogina w następstwie zakładu, którego sens wszyscy wtajemniczeni pojmują nieco inaczej. W powieści – samotna, chora psychicznie i wyalienowana kobieta. Choć dziecinna, niezrównoważona psychicznie i zdezorientowana, Maria Timofiejewna często pokazuje głębszy wgląd w to, co się dzieje oraz ma wiele cech saloity[12].
- Narrator (Antoni Ławrientiewicz) – najbardziej zagadkowa postać powieści, uczestniczy w opisywanych wydarzeniach, stopniowo gromadzi wiedzę i odsłania prawdę o bohaterach, nie ujawniając przy tym swej tożsamości. Wzorem postaci był dla Dostojewskiego Konstanty Gołubow.
- Andriej Antonowicz von Lembke – jest gubernatorem prowincji i głównym celem Piotra Stiepanowicza w jego dążeniu do rozpadu społeczeństwa. Chociaż jest dobrym i sumiennym człowiekiem, nie potrafi skutecznie reagować na makiaweliczne machinacje Piotra Stiepanowicza. Gdy jego żona nieświadomie staje się pionkiem w grze konspiratorów, a wydarzenia wymykają się coraz bardziej spod kontroli – załamuje się psychicznie.
- Julia Michajłowna von Lembke – kobieta stale pracująca nad swoim mężem, próbująca zaszczepić w nim jej własne dążenia. Jej próżność i liberalne ambicje wykorzystuje Piotr Stiepanowicz do swych rewolucyjnych celów. Spiskowcy z sukcesem zmienili zorganizowany przez nią festyn na rzecz biednych guwernantek w skandaliczną farsę.
- Fiodor „Fied’ka Katorżny” – „człowiek niewysoki, o wyglądzie podpitego mieszczucha”[13]. Były skazaniec podejrzany o kilka kradzieży i morderstw w mieście. Jest osobą zdolną do zabicia za pieniądze drugiego człowieka, co Piotr Stiepanowicz stara się wykorzystać. Za jego namową Fed’ka uśmierca żonę Stawrogina i jej brata. Sam Stawrogin początkowo sprzeciwia się morderstwu, jednak jego późniejsze zachowanie sugeruje ciche przyzwolenie.
- Szygalow – narrator opisuje go: „w życiu nie widziałem u człowieka twarzy tak ponurej, chmurnej i posępnej”[11]. Twórca utopii, zapewniającej ludziom raj na ziemi w zamian za wyrzeczenie się wolności. Wizja Szygalowa zakłada stworzenie społeczeństwa niewolników, opanowanych przez strach i zniechęcenie, wzajemnie na siebie donoszących. Nad nimi miała stać niewielka grupa władców, kontrolujących cały system i wykorzystujących system represji do panowania nad ludem. Przedstawioną przez niego wizję społeczeństwa „doskonałego” wielu krytyków uważało za proroczą przepowiednię totalitaryzmu stalinowskiego.

## Motywy tematyczne
W powieści dochodzi do zderzenia kilku odmiennych od siebie ideologii. Jak w większości utworów Dostojewskiego, tak i w Biesach pojawiają się postaci odzwierciedlające konkretne filozofie.
- Nihilizm – uosobieniem nihilizmu jest tu Piotr Wierchowieński, zwolennik anarchizmu, który domaga się zniszczenia obecnego porządku społecznego.
- Słowianofilstwo – jest filozofią mówiącą o ogromnym znaczeniu dziedzictwa i tradycji Słowian w kulturze rosyjskiej, a zwłaszcza o jej opozycji do wpływów kulturowych pochodzących z Europy Zachodniej. Słowianofilstwo wraz ze związanym z nim ruchem znanym jako poczwienniczestwo, który podkreślał wyjątkową misję Rosyjskiego Kościoła Prawosławnego, w Biesach są głównie związane z postacią Iwana Szatowa, chociaż sam Szatow opisuje tę misję jako uniwersalną, a nie tylko rosyjską[14].
- Szygalewizm – filozofia specyficzna dla Biesów, a szczególnie dla Szygalowa. Szygalewizm opisany jest jako „(...) podział ludzkości na dwie nierówne części. Dziesiąta część zyska wolność osobistą i nieograniczoną władzę nad pozostałymi dziewięcioma dziesiątymi. Te zaś mają utracić status osoby, przeobrazić się w coś w rodzaju stada, a w cyklu przeistoczeń przy zachowaniu bezgranicznego posłuszeństwa osiągną stan pierwotnej niewinności, jakby pierwotny raj, w którym z resztą mają pracować.”[15] Radzieccy dysydenci, tacy jak Boris Pasternak, Igor Szafariewicz i Aleksandr Sołżenicyn opisali szygalewizm jako proroczy i zapowiadający taktyki stosowane po rewolucji październikowej. Pasternak często stosował termin „szygalewizm”, odnosząc się do wielkiej czystki Józefa Stalina[16][17].

## Adaptacje filmowe
Powieść Dostojewskiego w swoich filmach wykorzystało dwóch polskich reżyserów: Andrzej Żuławski w Kobiecie publicznej (1984) i Andrzej Wajda w Biesach (1988).